# فرانک لیل
فرانک لیل (انگلیسی: Frank Lelle؛ زادهٔ ۴ فوریهٔ ۱۹۶۵) بازیکن فوتبال اهل آلمان است.
از باشگاه‌هایی که در آن بازی کرده‌است می‌توان به باشگاه فوتبال کایزرسلاوترن اشاره کرد.